# Bistrița

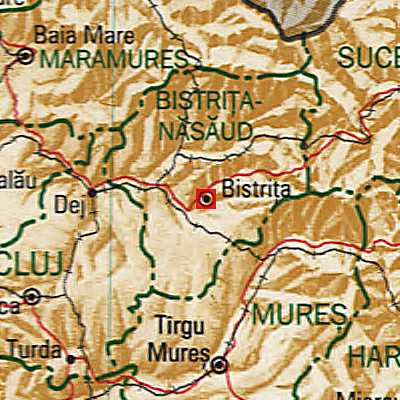
Bistrița (rotes Viereck) im Kreis Bistrița-Năsăud

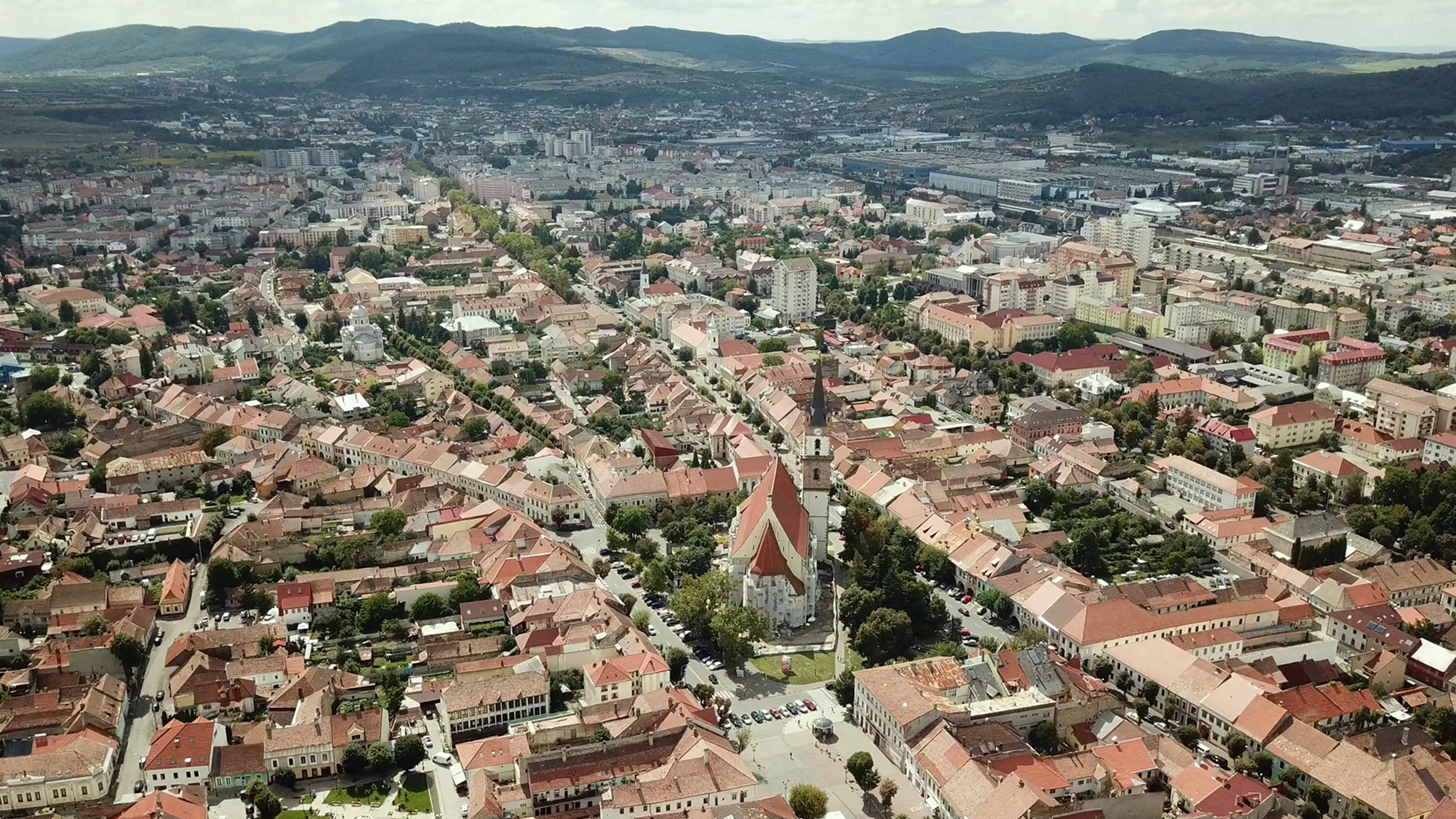
Bistritz heute

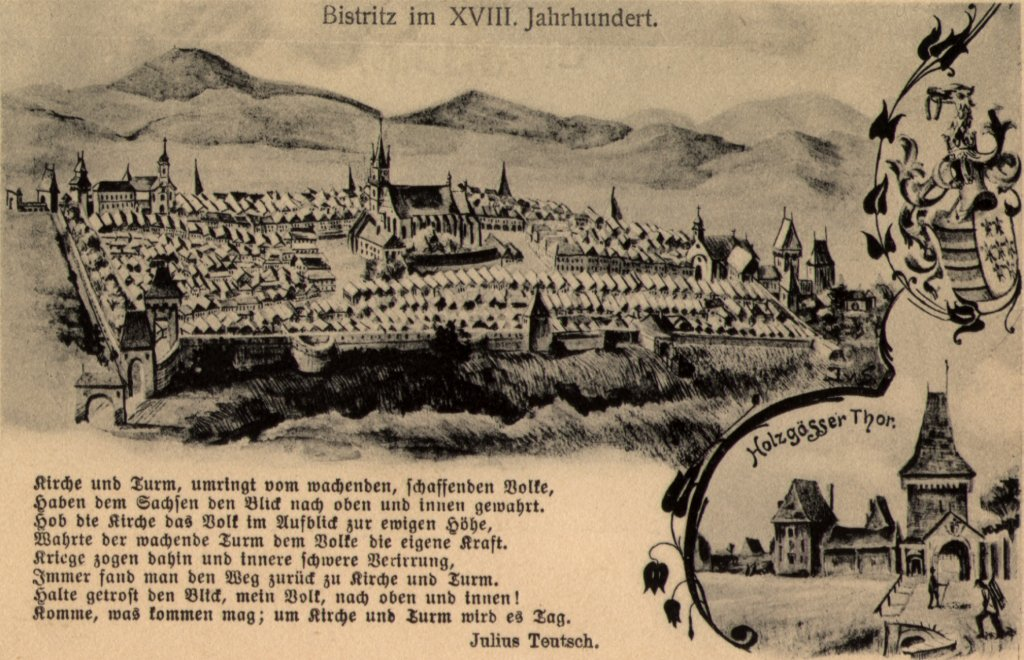
Bistritz im 18. Jahrhundert

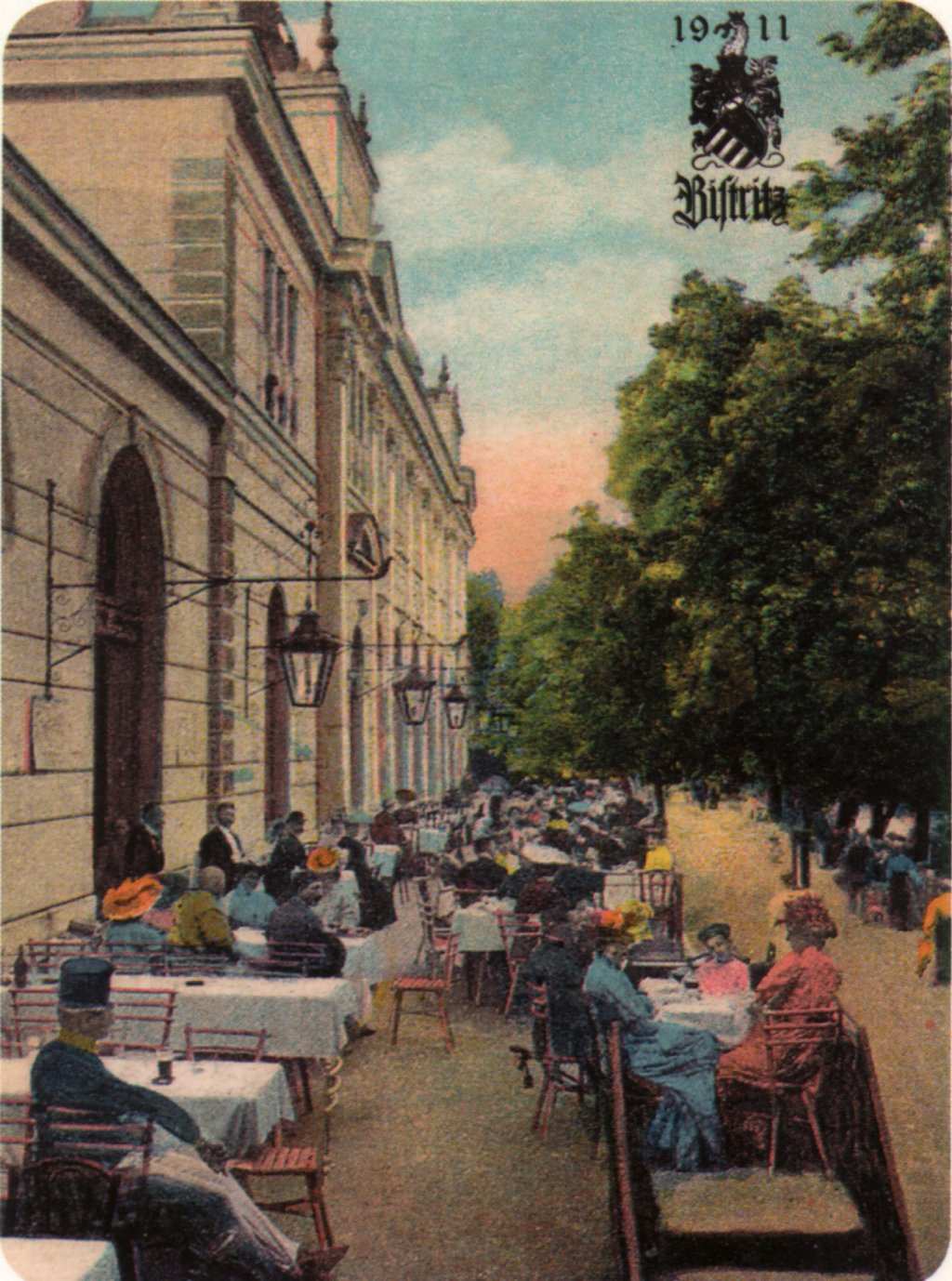
Bistritz 1911 – Holzstraße

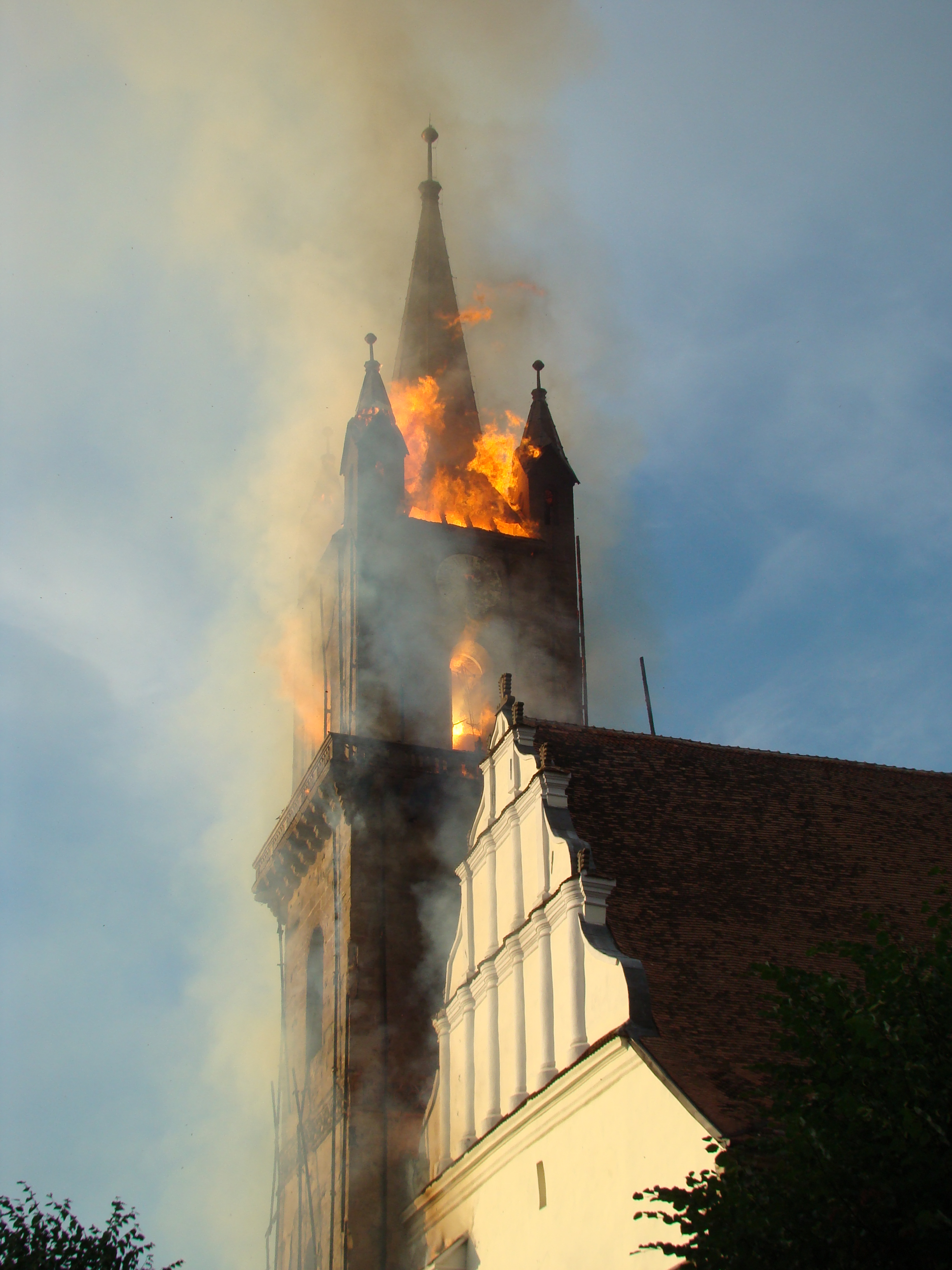
Evangelische Stadtpfarrkirche, 11. Juni 2008, der Kirchturm aus dem 16. Jahrhundert brennt

Bistrița ([ˈbistrit͡sa]ⓘ, deutsch Bistritz, siebenbürgisch-sächsisch Nīzn [Nösen] oder Bistriz, ungarisch Beszterce [ˈbɛstɛrt͜sɛ]) ist eine Stadt im Nordosten von Siebenbürgen im Kreis Bistrița-Năsăud in Rumänien. Bistrița ist Zentrum des Nösnerlandes. Durch die Stadt fließt der gleichnamige Fluss Bistrița. In der Nähe befindet sich das Bârgău-Gebirge, an dessen Hängen auch ein Weinanbaugebiet liegt. Der alte deutsche Name Nösen bezeichnet ebenfalls Bistritz.

## Geschichte
Die Region um Bistrița war schon mindestens seit römischer Zeit besiedelt. Anfang des zweiten Jahrhunderts lagen knapp vier Kilometer nordöstlich der Stadt das Kastell Livezile und rund sieben Kilometer südöstlich das Kastell Orheiu Bistriței. Darüber hinaus gab es vereinzelte Limeswachtürme südlich des Ortes.
Die Stadt selbst wurde im 12. Jahrhundert von deutschen Siedlern, den Siebenbürger Sachsen als Primärsiedlung gegründet. Die erste urkundliche Erwähnung findet sich in einem Bericht über den Mongolensturm von 1241, in dem es heißt, dass am Osterdienstag jenes Jahres die Tataren den Markt Nosa zerstört hätten. 1264 wurde der Ort erstmals als Stadt, damals noch unter dem Namen Nösen, genannt. Im Mittelalter, in der Stadt fand das Magdeburger Recht Anwendung.
Im Jahr 1308 wurde die Bistritzer Mark als Zahlungsmittel erwähnt. 1353 erhielt die Stadt das Marktrecht und das Recht auf ein eigenes Siegel. 1366 schließlich kam sie samt ihrem Umland in den Genuss der Rechte des Goldenen Freibriefes. Im Folgenden entwickelte sich Bistritz zu einer Art Stadtrepublik, gelenkt von seinen Kaufleuten und Zünften. Als Zentrum des sogenannten Nösnergaus hatte die Stadt überregionale Bedeutung und war der nördlichste Außenposten des Königsbodens (lateinisch Fundus regius).
Ab etwa 1523 kamen Schriften von Martin Luther und Philipp Melanchthon in die Stadt. Um 1550 wurde die Reformation eingeführt, weil die Stände einander die Glaubensentscheidung freigestellt hatten.
Im Jahr 1713 ordnete der Magistrat von Bistritz die Vertreibung der Rumänen aus der Stadt und ihrer Umgebung an.
Bis 1919 gehörte Bistritz zu Österreich-Ungarn. Zwischen 1919 und 1940 war die Stadt rumänisch, danach, durch den 2. Wiener Schiedsspruch bis 1944 wieder ungarisch. Im Herbst 1944 wurden die deutschen Einwohner von der Wehrmacht evakuiert; sie wurden von der Roten Armee 1945 allerdings wieder zurückgeführt. Seit dem Ende des Zweiten Weltkrieges gehört die Stadt zu Rumänien.

## Gliederung
Gemarkungen der Stadt sind Ghinda (Windau), Sărata (Salz), Sigmir (Schönbirk), Slătinița (Pintak), Unirea (Wallendorf) und Viișoara (Heidendorf).

## Bevölkerung
Bis etwa 1890 lebten im Ort Bistrița 60,6 % deutschsprachige und 25 % rumänischsprachige Menschen. Die höchste Anzahl (82.336) im Ort selbst – gleichzeitig die der Rumänen (74.323) und die der Roma (1368) – wurde 1992, die der Magyaren (7374) 1941, die der Deutschen (5887) 1900 gezählt. Auf dem Gebiet der Stadt wurden 2002 81.259 Einwohner registriert. Davon bekannten sich 73.613 als Rumänen, 5204 als Magyaren, 1958 als Roma und 370 als Deutsche. Des Weiteren wurden seit 1850 bei jeder Aufnahme auch Ukrainer (höchste Anzahl 38, 1930), Serben (höchste Anzahl 12, 1930) und Slowaken (höchste Anzahl 133, 1890) registriert. 2011 wurden auf dem Gebiet Bistrițas 75.076 Menschen gezählt.

## Wirtschaft
Bistrița ist Standort zweier Werke der Leoni AG, einem Entwicklungs- und Systemlieferanten der Automobilindustrie. In den 2002 und 2003 eingeweihten Fabriken werden Bordnetz-Systeme produziert.

## Sport
Der Fußballklub Gloria Bistrița spielt 2010/11 in der rumänischen Liga 1.

## Anreise
Der nächstgelegene Flugplatz ist der Flughafen Cluj in ca. 107 km Entfernung. Dieser wird von einigen größeren Flughäfen wie z. B. Frankfurt, München, Wien und Budapest angeflogen.

## Sehenswürdigkeiten und Kultureinrichtungen
- Evangelische Stadtpfarrkirche im Stadtzentrum von Bistritz mit 75 Meter hohem Turm, deren Bau im Jahr 1470 begonnen wurde. Während noch nicht ganz abgeschlossener Restaurierungsarbeiten wurde sie am 11. Juni 2008 durch ein Feuer schwer beschädigt. Sie besitzt eine Orgel von Johannes Prause.
- Evangelisches Pfarrhaus aus dem 14. Jahrhundert (1998 renoviert)
- Kulturpalast mit Städtischem Theater
- Heimatmuseum
- Römisch-Katholischer Friedhof mit Gräbern aus dem 18. bis 21. Jahrhundert, Grabsteine in Deutsch, rumänisch und ungarisch u. a. von Franz Karl Franchy, Dumitru Munteanu und Lucian Valea.

## Persönlichkeiten

### Söhne und Töchter der Stadt
- Samuel Conrad von Heydendorff (1647–1727), Verwaltungsbeamter
- Andrei Mureșanu (1816–1863), Revolutionär, Autor der rumänischen Nationalhymne Deșteaptă-te, române!
- Gustav Raupenstrauch (1859–1943), Erfinder des Lysols
- Arthur Konnerth (1882–1953), Politiker der deutschen Minderheit
- Wilhelm Zehner (1883–1938), General der Infanterie im österreichischen Heer
- Alfred Csallner (1895–1992), Pfarrer und Schriftsteller
- Franz Karl Franchy (1896–1972), Schriftsteller
- Soma Weiss (1898–1942), Arzt, Namensgeber des Mallory-Weiss-Syndrom
- Arnold Graffi (1910–2006), Onkologe
- Franz Halberg (1919–2013), Hochschullehrer und Begründer der Chronobiologie
- Stefan Heinz Hedrich (1919–2010), Entwickler des Transrapid[8]
- Günter Zamp Kelp (* 1941), Architekt
- Radu Negulescu (* 1941), Tischtennisspieler
- Angelica Aposteanu (* 1954), Ruderin
- Kalinikos Kreanga (* 1972), Tischtennisspieler
- Viorel Moldovan (* 1972), Fußballspieler
- Sergiu Costin (* 1978), Fußballspieler
- Mihaela Șteff (* 1978), Tischtennisspielerin, Europameisterin
- Lucian Sânmărtean (* 1980), Fußballspieler
- Călin Albuț (* 1981), Fußballspieler
- Marlon Red (* 1982), Bildende Künstlerin
- Anita Hartig (* 1983), Opernsängerin (Sopran)
- Corina Dumbrăvean (* 1984), Mittelstreckenläuferin
- Ciprian Deac (* 1986), Fußballspieler

### Persönlichkeiten, die mit Bistrița in Verbindung stehen
- Miron Cristea (1868–1939), rumänisch-orthodoxer Patriarch und kurzzeitig Premierminister in der Zwischenkriegszeit, besuchte das Gymnasium in Bistritz[9]
- Gustav Adolf Gratz (1875–1946), Publizist, Politiker, Historiker und Wirtschaftsfachmann, besuchte das Gymnasium in Bistritz
- Josef Haltrich (1822–1886), Pfarrer und Volkskundler, lebte 1848 in Bistritz
- Erika Paulas, verheiratete Schuller (1875–nach 1944)  Maurermeisterin, Baumeisterin, Architektin und Feministin, lebte in Bistritz
- Ernst Wagner (1921–1996), Agrarwissenschaftler, besuchte das Gymnasium in Bistritz

## Partnerstädte
Bistrița pflegt Partnerschaften mit:
| - Montreuil, Frankreich (seit 1993) - Besançon, Frankreich (seit 1997) - Zielona Góra, Polen (seit 2001) - Columbus (Georgia), USA (seit 2003) - Herzogenrath, Deutschland (seit 2005) - L’Aquila, Italien (seit 2006) | - Wels, Österreich (seit 2014) - Wiehl, Deutschland (seit 2015) - Rechovot, Israel (seit 2016) - Soroca, Republik Moldau (seit 2022) - Ungheni, Republik Moldau (seit 2022) - Ștefan Vodă, Republik Moldau (seit 2024) |

## Trivia
In Bram Stokers Dracula besucht die Romanfigur Jonathan Harker die Stadt Bistritz (auch im englischen Originaltext auf Deutsch benannt) und übernachtet im Hotel „Goldene Krone“. Jonathan Harker sagt im Roman, dass er in Bistritz und Siebenbürgen ohne Deutschkenntnisse aufgeschmissen wäre.